# تاکایوکی اراکاکی
تاکایوکی اراکاکی (ژاپنی: 新垣 貴之؛ زادهٔ ۱۲ اوت ۱۹۹۶) یک بازیکن فوتبال اهل ژاپن است.
از باشگاه‌هایی که در آن بازی کرده‌است می‌توان به باشگاه فوتبال گراونز کیتاکیوشو اشاره کرد.